# Adolescenza perversa (film 1993)
Adolescenza perversa è un film pornografico ad ambientazione storica del 1993, diretto da Mario Salieri.
Si tratta del primo film di Selen con Salieri. È stato distribuito anche in altre nazioni, tra cui: Francia (Viva Italia 2), Germania (Meine Cousine war die Erste) e nei Paesi anglofoni (Perverted Virgins).

## Trama
Alla morte dell'adorato padre una ragazza ripercorre in una lunga analessi l'iniziazione sessuale del genitore da ragazzo.

## Accoglienza
Accompagnato da una buona ricostruzione storica, la pellicola, vincitrice di svariati premi internazionali di settore, si distinse quale nuovo punto di riferimento nell'industria pornografica europea grazie allo stile narrativo del regista Mario Salieri.

## Premi e riconoscimenti
- Festival Cine Erotico di Barcellona[senza fonte]